# 대한민국 형사소송법 제450조
대한민국 형사소송법 제450조는 보통의 심판에 대한 형사소송법의 조문이다.

## 조문
제450조(보통의 심판)약식명령의 청구가 있는 경우에 그 사건이 약식명령으로 할 수 없거나 약식명령으로 하는 것이 적당하지 아니하다고 인정한 때에는 공판절차에 의하여 심판하여야 한다.

第450條(普通의 審判)略式命令의 請求가 있는 境遇에 그 事件이 略式命令으로 할 수 없거나 略式命令으로 하는 것이 適當하지 아니하다고 認定한 때에는 公判節次에 依하여 審判하여야 한다.

## 참고 문헌
- 손동권 신이철, 새로운 형사소송법(초판, 2013), 세창, 2013. ISBN 9788984114081